# Meråker
Meråker é uma comuna da Noruega, com 1 272 km² de área e 2 539 habitantes (censo de 2004).         